# Juncus conglomeratus
Juncus conglomeratus é uma espécie de planta com flor pertencente à família Juncaceae. 
A autoridade científica da espécie é L., tendo sido publicada em Species Plantarum 1: 326. 1753.
O seu nome comum é junco-glomerato.

## Portugal
Trata-se de uma espécie presente no território português, nomeadamente em Portugal Continental, no Arquipélago da Madeira e no Arquipélago da Madeira e no Arquipélago dos Açores.
Em termos de naturalidade é nativa de Portugal Continental e do Arquipélago da Madeira e introduzida no Arquipélago dos Açores.

## Protecção
Não se encontra protegida por legislação portuguesa ou da Comunidade Europeia.